# فرانکو موسکینو

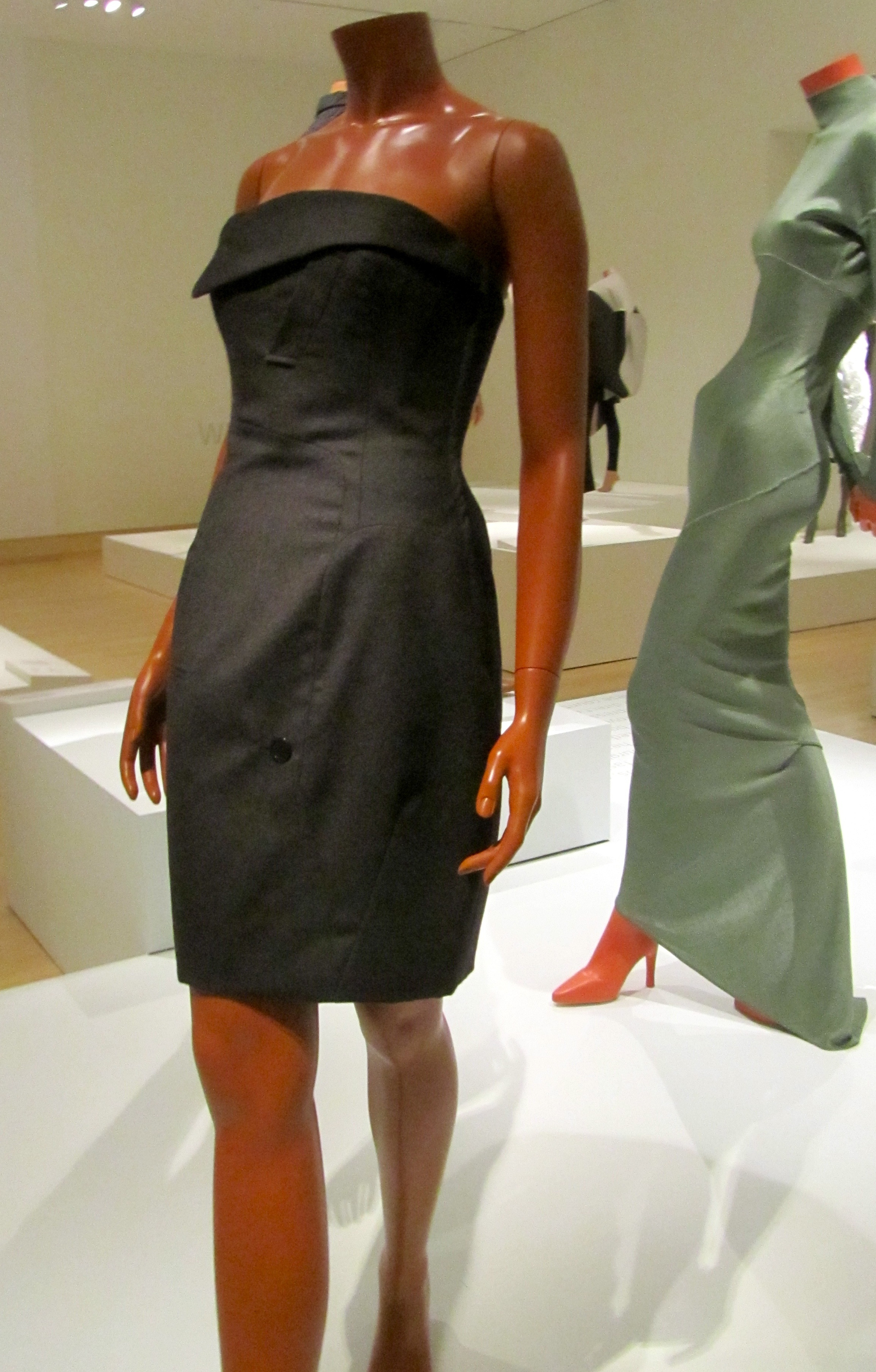
یکی از طراحی‌های موسکینو در سال ۱۹۹۰

فرانکو موسکینو (انگلیسی: Franco Moschino; ۲۷ فوریهٔ ۱۹۵۰ – ۱۸ سپتامبر ۱۹۹۴) طراح مد اهل ایتالیا بود، که در سال ۱۹۸۳ شرکت کالای لوکس موسکینو را تأسیس نمود. این شرکت هم‌اکنون با در اختیار داشتن ۱۵۰ شعبه بوتیک در سراسر جهان، بعنوان یکی از بزرگترین برندهای تولید پوشاک و لوازم مد بشمار می‌آید.